# Lumnitzera
Lumnitzera é um género botânico pertencente à família Combretaceae.

## Espécies
- Lumnitzera littorea
- Lumnitzera racemosa
- Lumnitzera × rosea